# 金川駅 (黄海北道)
金川駅（クムチョンえき）は、朝鮮民主主義人民共和国黄海北道金川郡にある朝鮮民主主義人民共和国鉄道省平釜線の駅である。

## 歴史
- 1906年4月3日：京義線敷設完成[1]。
- 1908年4月1日：岑城駅として正式に旅客営業開始[2][3]。
- 1911年4月15日：金郊駅に改称[4]。
- 日時不明：金川駅に改称。

## 隣の駅
朝鮮民主主義人民共和国鉄道省
平釜線
汗浦駅 - 金川駅 - 鶏井駅